# Harlee Dean
Harlee James Dean (Basingstoke, Inglaterra, 26 de julio de 1991) es un futbolista inglés. Juega de defensa y su equipo es el Reading F. C. de la League One de Inglaterra.

## Trayectoria
Comenzó su carrera en el Dagenham & Redbridge, donde pasó muchos periodos a préstamo en equipos amateur del área de Essex y Hertfordshire, para luego fichar por el Southampton en 2010, aunque dejó el St Mary dos años después sin jugar un partido por los Saints.
Luego de un exitoso préstamo en el Brentford, fichó permanentemente con las abejas en mayo de 2012. Durante su paso en Griffin Park, fue parte del plantel que logró el ascenso a la Championship durante la temporada 2013-14.
Fue transferido al Birmingham City en agosto de 2017. Abandonó el club en enero de 2022 para irse cedido al Sheffield Wednesday F. C. hasta final de temporada. Tras la misma regresó a Birmingham y allí se mantuvo un año más hasta la expiración de su contrato.
El 4 de agosto de 2023 se anunció su fichaje por el Reading F. C. para las siguientes dos campañas.

## Estadísticas
Actualizado al último partido disputado el 22 de enero de 2022.
| Dagenham & Redbridge Inglaterra                                                                   |               |               |     |    |    |   |   |   |    |     |     |    |
| 4.ª                                                                                               | 2008-09       | 0             | 0   | 0  | 0  | 0 | 0 | - | -  | 0   | 0   |    |
| 4.ª                                                                                               | 2009-10       | 1             | 0   | 0  | 0  | 0 | 0 | 0 | 0  | 1   | 0   |    |
| Total club                                                                                        | Total club    | 1             | 0   | 0  | 0  | 0 | 0 | 0 | 0  | 1   | 0   |    |
| Redbridge (préstamo) Inglaterra                                                                   |               |               |     |    |    |   |   |   |    |     |     |    |
| 7.ª                                                                                               | 2008-09       | 15            | 4   | -  | -  | - | - | - | -  | 15  | 4   |    |
| Total club                                                                                        | Total club    | 15            | 4   | -  | -  | - | - | - | -  | 15  | 4   |    |
| Bishop's Stortford (préstamo) Inglaterra                                                          |               |               |     |    |    |   |   |   |    |     |     |    |
| 6.ª                                                                                               | 2008-09       | 13            | 3   | -  | -  | - | - | - | -  | 13  | 3   |    |
| Thurrock (préstamo) Inglaterra                                                                    |               |               |     |    |    |   |   |   |    |     |     |    |
| 6.ª                                                                                               | 2008-09       | 10            | 0   | -  | -  | - | - | - | -  | 10  | 0   |    |
| Total club                                                                                        | Total club    | 10            | 0   | -  | -  | - | - | - | -  | 10  | 0   |    |
| Braintree Town (préstamo) Inglaterra                                                              |               |               |     |    |    |   |   |   |    |     |     |    |
| 6.ª                                                                                               | 2009-10       | 8             | 0   | -  | -  | - | - | - | -  | 8   | 0   |    |
| Total club                                                                                        | Total club    | 8             | 0   | -  | -  | - | - | - | -  | 8   | 0   |    |
| Grays Athletic (préstamo) Inglaterra                                                              |               |               |     |    |    |   |   |   |    |     |     |    |
| 5.ª                                                                                               | 2009-10       | 23            | 1   | -  | -  | - | - | 1 | 0  | 24  | 1   |    |
| Total club                                                                                        | Total club    | 23            | 1   | -  | -  | - | - | 1 | 0  | 24  | 1   |    |
| Southampton Inglaterra                                                                            |               |               |     |    |    |   |   |   |    |     |     |    |
| 3.ª                                                                                               | 2010-11       | 0             | 0   | 0  | 0  | 0 | 0 | 0 | 0  | 0   | 0   |    |
| 2.ª                                                                                               | 2011-12       | 0             | 0   | -  | -  | 0 | 0 | - | -  | 0   | 0   |    |
| Total club                                                                                        | Total club    | 0             | 0   | 0  | 0  | 0 | 0 | 0 | 0  | 0   | 0   |    |
| Bishop's Stortford (préstamo) Inglaterra                                                          |               |               |     |    |    |   |   |   |    |     |     |    |
| 6.ª                                                                                               | 2010-11       | 9             | 1   | -  | -  | - | - | 1 | 0  | 10  | 1   |    |
| Total club                                                                                        | Total club    | 22            | 4   | -  | -  | - | - | 1 | 0  | 23  | 4   |    |
| Brentford (préstamo) Inglaterra                                                                   |               |               |     |    |    |   |   |   |    |     |     |    |
| 3.ª                                                                                               | 2011-12       | 26            | 1   | 1  | 0  | - | - | 1 | 0  | 28  | 1   |    |
| Brentford Inglaterra                                                                              |               |               |     |    |    |   |   |   |    |     |     |    |
| 3.ª                                                                                               | 2012-13       | 44            | 3   | 6  | 0  | 1 | 0 | 5 | 1  | 56  | 4   |    |
| 3.ª                                                                                               | 2013-14       | 32            | 0   | 1  | 0  | 0 | 0 | 0 | 0  | 33  | 0   |    |
| 2.ª                                                                                               | 2014-15       | 35            | 1   | 1  | 0  | 2 | 1 | 2 | 0  | 40  | 2   |    |
| 2.ª                                                                                               | 2015-16       | 42            | 0   | 1  | 0  | 0 | 0 | - | -  | 43  | 0   |    |
| 2.ª                                                                                               | 2016-17       | 42            | 3   | 2  | 0  | 1 | 0 | - | -  | 45  | 3   |    |
| 2.ª                                                                                               | 2017-18       | 3             | 0   | -  | -  | 1 | 0 | - | -  | 4   | 0   |    |
| Total club                                                                                        | Total club    | 224           | 8   | 12 | 0  | 5 | 1 | 8 | 1  | 249 | 10  |    |
| Birmingham City Inglaterra                                                                        |               |               |     |    |    |   |   |   |    |     |     |    |
| 2.ª                                                                                               | 2017-18       | 34            | 1   | 3  | 0  | - | - | - | -  | 37  | 1   |    |
| 2.ª                                                                                               | 2018-19       | 26            | 0   | 1  | 0  | 0 | 0 | - | -  | 27  | 0   |    |
| 2.ª                                                                                               | 2019-20       | 41            | 1   | 4  | 1  | 0 | 0 | - | -  | 45  | 2   |    |
| 2.ª                                                                                               | 2020-21       | 43            | 4   | 0  | 0  | 1 | 0 | - | -  | 44  | 5   |    |
| 2.ª                                                                                               | 2021-22       | 15            | 0   | 0  | 0  | 0 | 0 | - | -  | 15  | 0   |    |
| 2.ª                                                                                               | 2022-23       | 7             | 1   | 0  | 0  | 0 | 0 | - | -  | 7   | 1   |    |
| Total club                                                                                        | Total club    | 166           | 7   | 8  | 1  | 1 | 0 | 0 | 0  | 175 | 9   |    |
| Total carrera                                                                                     | Total carrera | Total carrera | 469 | 24 | 20 | 1 | 6 | 1 | 10 | 1   | 505 | 28 |
| (1) Incluye datos de FA Trophy, Herts Charity Cup, Football League Trophy y play offs de ascenso. |               |               |     |    |    |   |   |   |    |     |     |    |

## Palmarés

### Distinciones individuales
| Distinción                                                                                   | Año     |
| -------------------------------------------------------------------------------------------- | ------- |
| Jugador del año de Brentford, elegido por los simpatizantes.                                 | 2016-17 |
| Jugador del año de Brentford, elegido por los jugadores.(premio compartido con Simon Moore.) | 2012-13 |